# Offensive de charme
Pour plus de détails, voir Fiche technique et Distribution.
Offensive de charme (The Brothers Carry-Mouse-Off) est un cartoon de Tom et Jerry réalisé par Maurice Noble et Jim Pabian, produit par la Metro-Goldwyn-Mayer sorti en 1965.

## Musique
- Eugene Poddany